# Reinoud II van Gelre

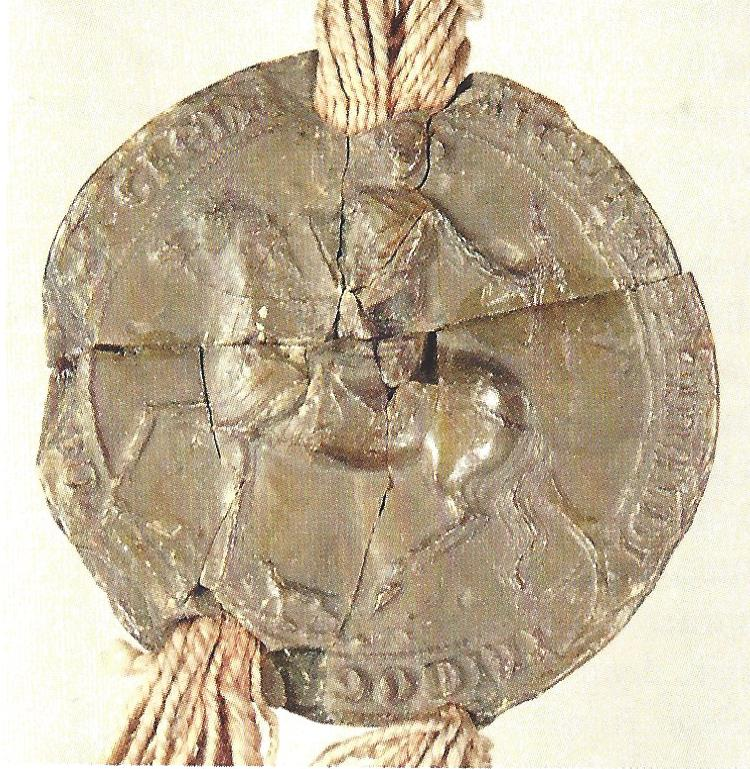
Reinald II Valkenjachtzegel (1315)

Wapen van Eduard (1361-1371) zoals weergegeven in het Wapenboek Gelre

Reinoud II (of Reinald II; ca. 1295 – Arnhem 12 oktober 1343), bijgenaamd de Rode of de Zwarte, was graaf van Gelre van 1326 tot 1339 en hertog van Gelre van 1339 tot 1343. Hij was de zoon van graaf Reinoud I en Margaretha van Dampierre (1272-1331), dochter van graaf Gwijde van Vlaanderen.

## Levensloop
In 1316 kreeg hij onenigheid met zijn vader. Hij vond zijn vader niet langer in staat de belangen van het territorium te behartigen en nam zelf het bestuur over. Na een arbitrale uitspraak van 3 september 1318 door graaf Willem III van Holland regeerde hij als soen des graven van Gelre over het graafschap Gelre en Zutphen. Zijn vader werd gevangengezet op kasteel Montfort.
Reinoud verleende land- en dijkrechten, en maakte bepalingen en regelingen ter verbetering van het keren van buitenwater en het lozen van binnenwater en grondwater. Deze wetgeving bestond deels uit de optekening van publiekrechtelijk en privaatrechtelijk gewoonterecht, en deels uit nieuw recht ten aanzien van het schouwen van dijken, weteringen en kaden, en de rechterlijke organisatie. Voor het Land van Maas en Waal in 1321 en 1328, voor de Bommeler- en de Tielerwaard in 1325, 1327 en 1335, voor de Over- en Nederbetuwe in 1327, voor het Overkwartier in 1328, voor het nieuw ontgonnen 'Nijbroek' eveneens in 1328. Deze wetgeving is van belang geweest voor de bevordering van de rechtszekerheid en de bodemexploitatie binnen het Gelderse territorium.
In 1326 overleed zijn vader en Reinoud benoemde zichzelf tot graaf van Gelre en graaf van Zutphen als Reinoud II.
Hij begon een samenwerkingsverband met de Engelse koning en zwager Eduard III van Engeland tegen Frankrijk. Hij waarschuwde de Engelsen in 1338 over een Franse vloot die het Zwin naderde. Hij bleef een van Edwards trouwste bondgenoten onder de Duitse prinsen tijdens de eerste fase van de Honderdjarige Oorlog
Op 19 maart 1339 werd Reinoud II tot hertog van Gelre en graaf van Zutphen in de Rijksdag in Frankfurt tot de rijksvorststand verheven en tevens met Oost-Friesland beleend. Dit besluit kwam mede tot stand dankzij bemiddeling van Reinoud II tussen keizer Lodewijk de Beier, die getrouwd was met de gravin Margaretha van Holland, en Edward III van Engeland, broer van Reinouds vrouw Eleonora van Engeland. In 1342 richtte Reinoud II het klooster Monnikhuizen op. In de veertiende eeuw groeide de behoefte aan soberheid en zuiverheid in de religieuze praktijk. Daardoor nam de populariteit van de strenge kartuizerorde toe. Het eerste kartuizerklooster in Gelre was Monnikhuizen in Arnhem.
Reinoud voerde vier jaar lang  een strijd om Bredevoort (1322-1326) die hij uiteindelijk won.
In 1326 verleende Reinoud II stadsrechten aan Erkelens en in 1343 aan Venlo.

## Huwelijken en kinderen

### Eerste huwelijk met Sophia Berthout
Op 11 januari 1311 werden te Roermond huwelijksvoorwaarden opgesteld van het huwelijk van Reinout met Sophia Berthout († 6 mei 1329) uit het geslacht Berthout, erfgename van de heerlijkheid Mechelen, dochter van Floris Berthout († 1332), heer van Mechelen, en Mathilde (van der Mark) van Mechelen, kleindochter van Engelbert I van der Mark. Het huwelijk werd in 1318 voltrokken. Sophia was een nicht van de Utrechtse bisschop Willem II (1296-1301). Het huwelijk kwam vermoedelijk tot stand door bemiddeling van Gwijde van Avesnes bisschop van Utrecht (1301-1317) en graaf Willem III van Holland (1304-1337). Sophia en Reinald waren in de vierde graad verwant waardoor voor hun huwelijk pauselijke dispensatie nodig was, wat op 13 mei 1311 te Avignon verleend werd door Paus Clemens V. Zij werd begraven in het Klooster 's-Gravendaal, nabij Asperden (gemeente Goch), tegenwoordig in Duitsland.
Sophia schonk hem de volgende kinderen:
- Margaretha (ca. 1320 - 4 oktober 1344), 4 juli 1342 gehuwd met Gerard, zoon van graaf Willem VI van Gulik. Zij was reeds op 1 maart 1333 verloofd met Gerard, naar aanleiding waarvan zij op 1 december 1333 de heerlijkheid en voogdij Mechelen voor 60.000 gulden verkocht aan graaf Lodewijk van Vlaanderen.[7][6]
- Mechteld (ca. 1325-1384) in 1336 gehuwd met graaf Godfried van Loon en Chiny (?-1342), in 1348 met graaf Jan I van Kleef (1292/93-1368) en in 1372 met Jan van Chatillon graaf van Blois (†1381)
- Elisabeth (-1376), abdis van het Klooster 's-Gravendaal, gelegen tussen Kessel en Asperden in Duitsland.
- Maria (-140's-5?), gehuwd met hertog Willem II/VII van Gulik, ouders van de uiteindelijke opvolgingslinie.

### Tweede huwelijk met Eleonora van Engeland
Nadat in 1331 uitgebreide huwelijkse voorwaarden waren opgesteld huwde Reinoud op 20 oktober 1331 in Nijmegen met Eleonora (1318-1355), dochter van Eduard II van Engeland en Isabella van Frankrijk, die op haar beurt weer een dochter was van koning Filips IV van Frankrijk. Van de huwelijksvoltrekking werd op 24 oktober 1331 een notariële verklaring opgemaakt is.
Ze hadden samen de kinderen:
- Reinoud III (1333-1371), 1e opvolger Gelre
- Eduard (1336-1371), 2e opvolger Gelre

## Voorouders
| Voorouders van Reinoud II van Gelre | Voorouders van Reinoud II van Gelre                                        | Voorouders van Reinoud II van Gelre                                        | Voorouders van Reinoud II van Gelre                                      | Voorouders van Reinoud II van Gelre                                      | Voorouders van Reinoud II van Gelre                                                 | Voorouders van Reinoud II van Gelre                                                 | Voorouders van Reinoud II van Gelre                                         | Voorouders van Reinoud II van Gelre                                         |
| ----------------------------------- | -------------------------------------------------------------------------- | -------------------------------------------------------------------------- | ------------------------------------------------------------------------ | ------------------------------------------------------------------------ | ----------------------------------------------------------------------------------- | ----------------------------------------------------------------------------------- | --------------------------------------------------------------------------- | --------------------------------------------------------------------------- |
| Overgrootouders                     | Gerard III van Gelre (1185-1229) ∞ 1206 Margaretha van Brabant (1190-1231) | Gerard III van Gelre (1185-1229) ∞ 1206 Margaretha van Brabant (1190-1231) | Simon van Dammartin (±1180-1239) ∞ Maria van Ponthieu (1199-1250)        | Simon van Dammartin (±1180-1239) ∞ Maria van Ponthieu (1199-1250)        | Willem II van Dampierre (1196-1231) ∞ 1223 Margaretha II van Vlaanderen (1202-1280) | Willem II van Dampierre (1196-1231) ∞ 1223 Margaretha II van Vlaanderen (1202-1280) | Hendrik V van Luxemburg (1216-1281 ∞ 1240 Margaretha van Bar (1220-1275)    | Hendrik V van Luxemburg (1216-1281 ∞ 1240 Margaretha van Bar (1220-1275)    |
| Grootouders                         | Otto II 'De Lamme' (1215-1271) ∞ 1253 Filippa de Dammartin (±1226-±1280)   | Otto II 'De Lamme' (1215-1271) ∞ 1253 Filippa de Dammartin (±1226-±1280)   | Otto II 'De Lamme' (1215-1271) ∞ 1253 Filippa de Dammartin (±1226-±1280) | Otto II 'De Lamme' (1215-1271) ∞ 1253 Filippa de Dammartin (±1226-±1280) | Gwijde van Dampierre (±1226-1305) ∞ 1265 Isabella van Luxemburg (1247-1289)         | Gwijde van Dampierre (±1226-1305) ∞ 1265 Isabella van Luxemburg (1247-1289)         | Gwijde van Dampierre (±1226-1305) ∞ 1265 Isabella van Luxemburg (1247-1289) | Gwijde van Dampierre (±1226-1305) ∞ 1265 Isabella van Luxemburg (1247-1289) |
| Ouders                              | Reinoud I van Gelre (1255-1326) ∞ Margaretha van Dampierre (1272-1331)     | Reinoud I van Gelre (1255-1326) ∞ Margaretha van Dampierre (1272-1331)     | Reinoud I van Gelre (1255-1326) ∞ Margaretha van Dampierre (1272-1331)   | Reinoud I van Gelre (1255-1326) ∞ Margaretha van Dampierre (1272-1331)   | Reinoud I van Gelre (1255-1326) ∞ Margaretha van Dampierre (1272-1331)              | Reinoud I van Gelre (1255-1326) ∞ Margaretha van Dampierre (1272-1331)              | Reinoud I van Gelre (1255-1326) ∞ Margaretha van Dampierre (1272-1331)      | Reinoud I van Gelre (1255-1326) ∞ Margaretha van Dampierre (1272-1331)      |
| Reinoud II van Gelre (1295-1343)    |                                                                            |                                                                            |                                                                          |                                                                          |                                                                                     |                                                                                     |                                                                             |                                                                             |